# Otto von Guericke

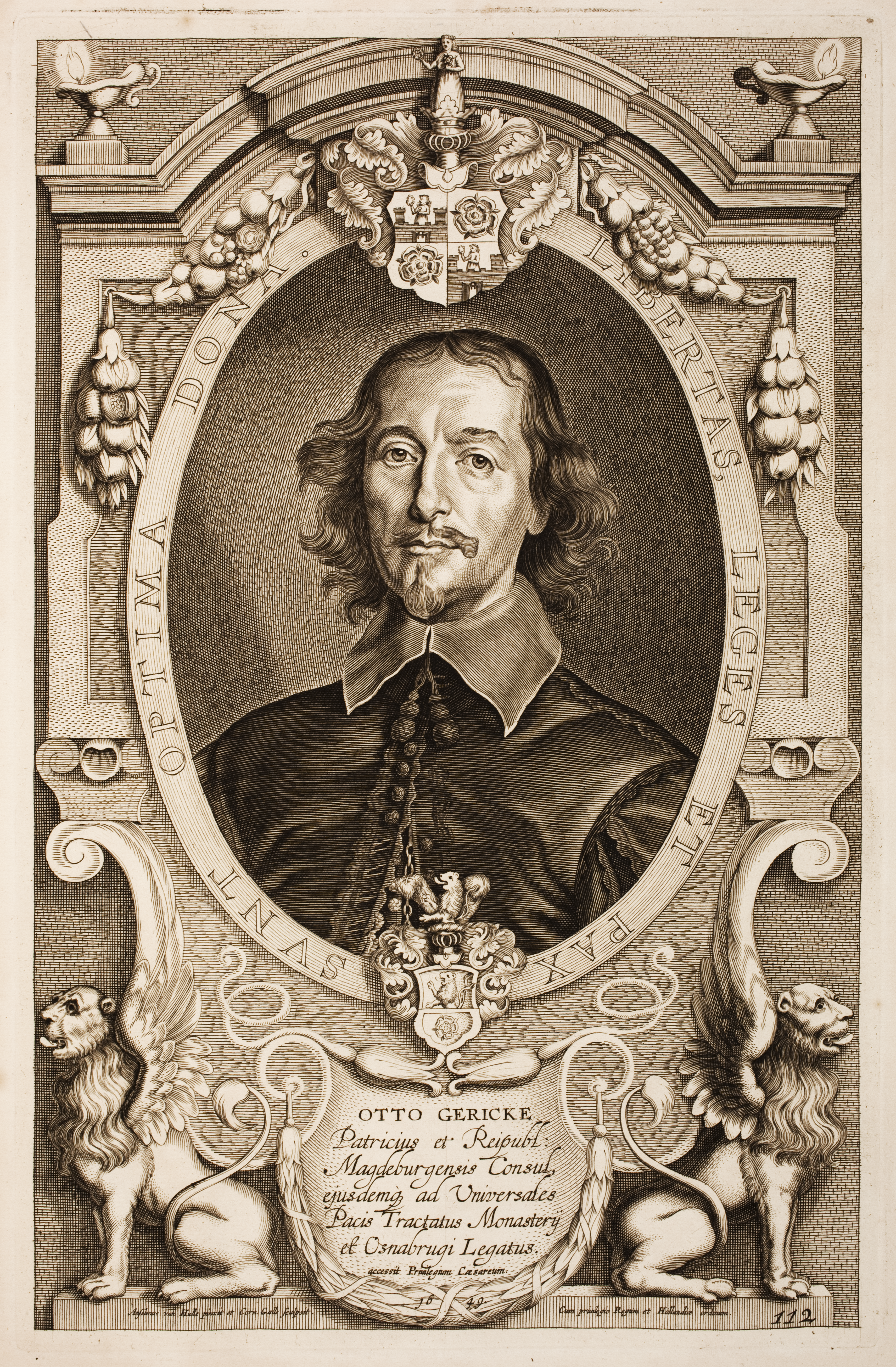
Otto von Guericke

Otto von Guericke /ˈɔtoː fɔn ˈɡeːʁɪkə/  (Magdeburgo, 20 novembre 1602 – Amburgo, 21 maggio 1686) è stato un politico, giurista e fisico tedesco.

## Biografia
Von Guericke fu studente dal 1617 al 1619 presso l'Università di Lipsia, dal 1621 al 1623 presso l'Università di Jena e dal 1623 al 1624 a Leida. I suoi studi spaziarono dal diritto all'ingegneria civile. In seguito compì un viaggio d'istruzione in Francia ed in Inghilterra, tornando a Magdeburgo solo nel novembre del 1625. Nel 1626 sposò Margaretha Alemann e fu eletto nel consiglio della sua città natale. Nei tre anni successivi ebbe tre figli, nell'ordine Anna Katharina, Otto e Jakob Christoph. Nel 1646 divenne uno dei quattro borgomastri della città di Magdeburgo.
I suoi interessi scientifici procedettero di pari passo con la sua carriera politica e con la sua vita privata. A partire dal 1645 circa iniziò gli studi di pneumatica, per i quali sarebbe diventato famoso. Già nel 1656 cominciò una vivace corrispondenza con il professore di filosofia e matematica a Würzburg, Kaspar Schott, che, nel 1657, pubblicò nella sua Mechanica hydraulico-pneumatica i primi risultati delle ricerche di von Guericke. Nel 1652 sposò la figlia del suo collega Steffan Lentke, Dorothea Lentke, sette anni dopo la morte della sua prima moglie. Nel 1663 terminò il manoscritto del suo libro più importante, Experimenta nova, ut vocantur, Magdeburgica, de vacuo spatio, che comunque fu dato alle stampe solo nel 1672 ad Amsterdam. Nel 1676 rinunciò alla sua posizione di borgomastro per ragioni di salute; nel 1681 dovette trasferirsi presso suo figlio ad Amburgo, città che lo vide spirare nel 1686.

## Risultati scientifici

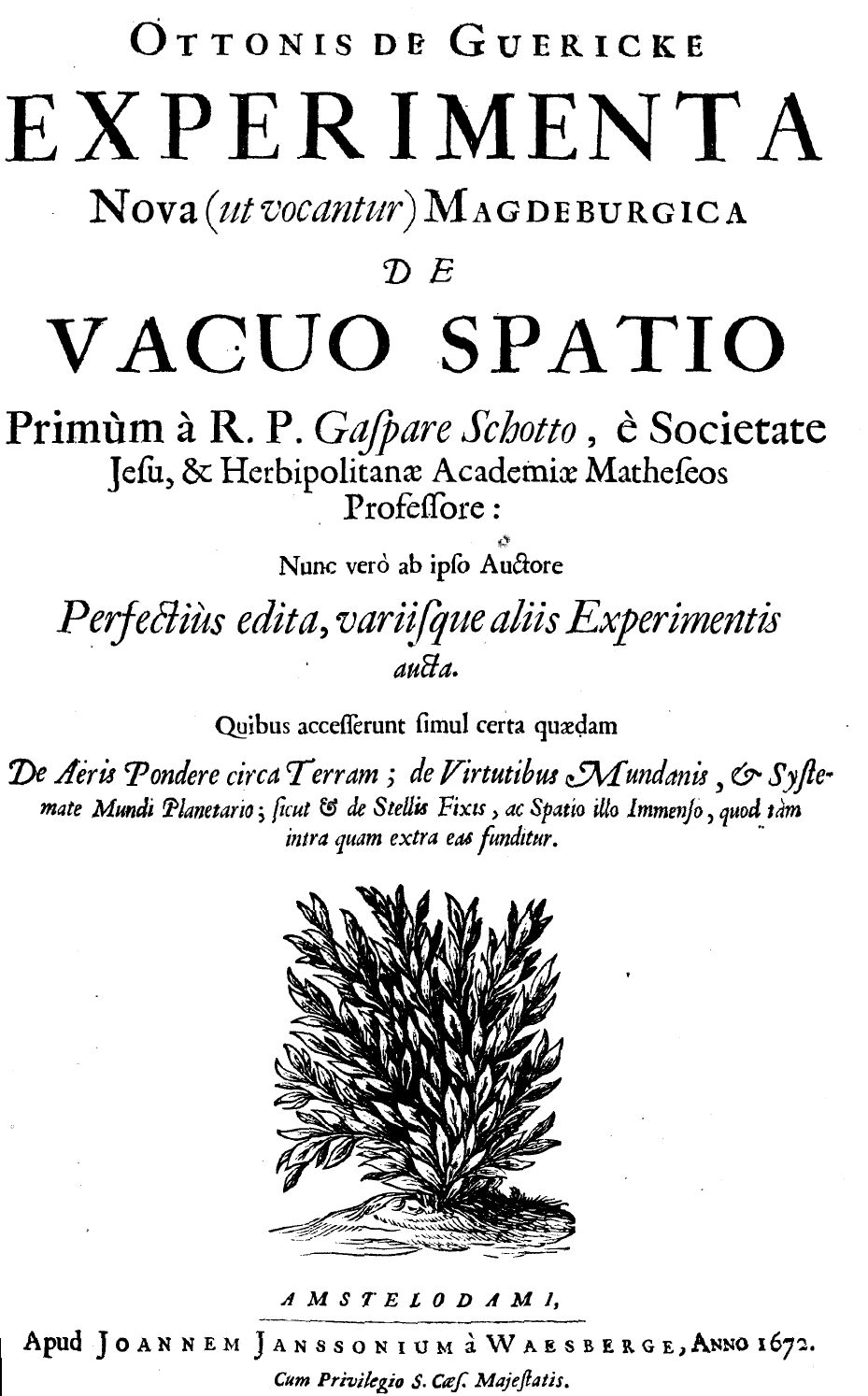
Experimenta nova (ut vocantur) Magdeburgica de vacuo spatio, 1672

Le ricerche scientifiche di Otto von Guericke che lo resero famoso già in vita e per le quali ancora oggi è ricordato riguardano lo studio delle proprietà dell'aria e del vuoto.
Divenne celebre per l'invenzione, nel 1650, della prima pompa pneumatica per la creazione del vuoto e per il famoso esperimento degli emisferi di Magdeburgo.
Scopo dell'esperimento era dimostrare l'enorme pressione esercitata dall'aria dell'atmosfera su tutti i corpi contenuti in essa. Per fare ciò, nel 1650 presso la Dieta imperiale di Ratisbona, costruì due emisferi di bronzo che fece combaciare; in seguito, grazie ad una pompa, creò il vuoto al loro interno. La forza che la pressione atmosferica esercitava sui due emisferi fu tale che nemmeno tre coppie di cavalli riuscirono a separare i due emisferi tra loro; reimmessa l'aria i due emisferi si separavano da soli, senza alcuno sforzo.
Le ricerche di Otto von Guericke permettono di annoverarlo tra coloro che demolirono la teoria dell'horror vacui, secondo la quale la natura aborre il vuoto. Egli quindi si inserisce, con i propri esperimenti, all'interno di una problematica filosofica e scientifica che risale all'antichità. Non limitandosi a produrre il vuoto, ne investigò le proprietà, dimostrando che la luce si propaga attraverso uno spazio vuoto, a differenza del suono. Si dedicò anche alle applicazioni pratiche delle proprie scoperte, costruendo ed utilizzando un barometro per prevedere il tempo atmosferico: egli rientra quindi nel novero dei pionieri della meteorologia.
Von Guericke inoltre costruì nel 1672 la prima macchina in grado di separare carica elettrica, in altre parole il primo generatore elettrostatico, basato sulla separazione di carica ottenuta per sfregamento di una sfera di zolfo. Grazie ad essa osservò per primo la luminescenza indotta dall'elettricità statica e la mutua repulsione delle cariche dello stesso segno (fino ad allora l'unica osservazione comunemente nota riguardava l'attrazione delle cariche di segno opposto).
Si occupò anche di astronomia, dove fu tra i primi che ritennero possibile la predizione del ritorno delle comete.

## Opere
- (LA) Experimenta nova (ut vocantur) Magdeburgica de vacuo spatio, Amsterdam, Johannes Janssonius van Waesberge, 1672.